# 16421 Roadrunner
A 16421 Roadrunner (ideiglenes jelöléssel (16421) 1988 BJ) egy kisbolygó a Naprendszerben. Eric Walter Elst fedezte fel 1988. január 22-én.